# 布朗库尔
布朗库尔（法語：Boulancourt，法語發音：[bulɑ̃kuʁ] ⓘ）是法国塞纳-马恩省的一个市镇，属于枫丹白露区。

## 地理
布朗库尔（48°15'31"N, 2°26'15"E）面积6.44 平方千米，位于法国法蘭西島大區塞纳-马恩省，该省份为法国北部内陆省份，北起瓦兹省，西接埃松省、马恩河谷省、塞纳-圣但尼省和瓦兹河谷省，南至卢瓦雷省，东南接约讷省，东临马恩省和奥布省，东北接埃纳省。
与布朗库尔接壤的市镇（或旧市镇、城区）包括：吕蒙、欧热维尔-拉里维耶尔、勒马勒塞布瓦、奥维尔、比捷、弗罗蒙。

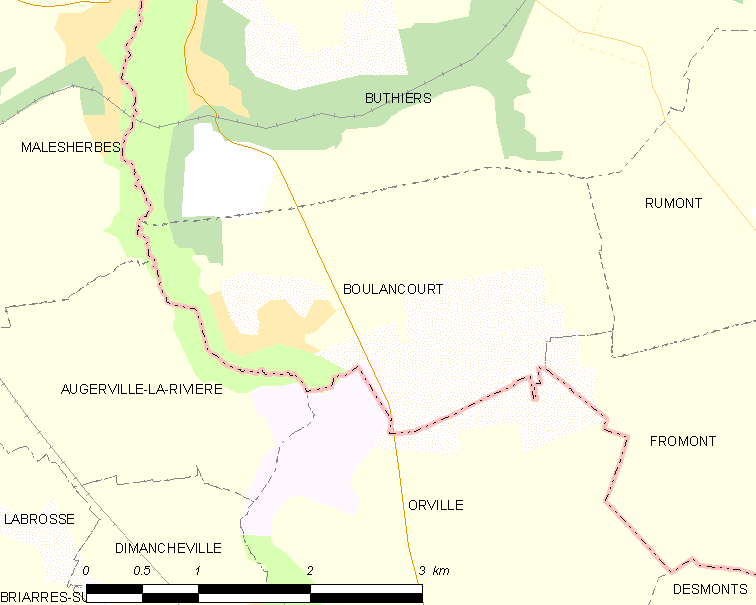
布朗库尔的OSM定位图

布朗库尔的时区为UTC+01:00、UTC+02:00（夏令时）。

## 行政
布朗库尔的邮政编码为77760，INSEE市镇编码为77046。

## 政治
布朗库尔所属的省级选区为枫丹白露县。

## 人口

1962-2008年间布朗库尔人口变化图示

布朗库尔于2022年1月1日时的人口数量为341人。